# Need for Speed: ProStreet
Need for Speed: ProStreet (NFS: PS) – gra komputerowa z serii Need for Speed firmy Electronic Arts. Produkcję nad nią ujawniono 31 maja 2007. Światowa premiera miała miejsce 14 listopada, a polska 23 listopada.
Zmianie uległy miejsca rozgrywania wyścigów – zamiast na otwartej przestrzeni będą odbywać się na torach wyścigowych. Zgodnie z zapowiedziami producenta gra toczy się jedynie w dzień a tryb jazdy dowolnej nie został wprowadzony. Na trailerach widoczne są zmiany w stosunku do dotychczasowych wersji – m.in. przywrócono zniszczenia samochodu, które były najbardziej realistyczne w całej serii do czasu powstania Need for Speed: Shift. Wprowadzony w Need for Speed: Carbon tryb Autosculpt decyduje nie tylko o wyglądzie auta, ale też o jego aerodynamice i osiągach. Zastosowano również nowy silnik graficzny.
Zmianie uległ także tuning samochodów. Jest teraz bardziej szczegółowy przez co auta są bardziej wyjątkowe i niepowtarzalne, oraz ma większy wpływ na rozgrywkę.

## Rodzaje wyścigów
W NFS: Pro Street są cztery podstawowe tryby wyścigów + wariacje niektórych z nich.
- Grip
  - Grip – najprostszy tryb rozgrywki (znany w poprzednich NFS`ach jako Circuit) – wyścig odbywa się na zamkniętym torze, do przejechania jest od 2 do 5 okrążeń, a pierwszy na mecie wygrywa. Rywalizuje ze sobą do 8 zawodników.
- Próba czasowa – wyścig (częściowo) na czas, w którym startuje równolegle 4 kierowców, starających się zdobyć jak najlepszy czas na torze.
  - Klasa gripu – zasady podobne do gripu z małą różnicą – auta są początkowo analizowane według mocy, a następnie przypisywane do grupy A (auta słabsze) i B (auta mocniejsze). W zależności od przydziału gracz musi walczyć jedynie ze swoją grupą – kto pierwszy z grupy przekracza linię mety, ten wygrywa. Jednak często może być gorąco, bo obie grupy walczą na torze w tym samym czasie.
  - Eliminacje sektorowe – najdziwniejsza odmiana gripu. Tor zostaje podzielony na 4 etapy, a na każdym należy zdobyć jak największą liczbę (przyznawanych co punkt kontrolny) malejącej ilości punktów. Każde zdominowanie sektora daje do puli gracza tyle punktów, z jakimi zjawił się na punkcie kontrolnym. Za dominację we wszystkich sektorach jest premia – 500 punktów. Wyścig obejmuje trzy okrążenia, a walkę toczy czterech zawodników.
- Drift – wyścig odbywa się na krótkim i krętym torze. Należy tak operować autem, by jak najdłużej utrzymywało się w kontrolowanym ślizgu. Każdy zawodnik (oraz gracz) ma 3 przejazdy, a wygrywa ten, który po 3 etapach ma najlepszy wynik za pojedynczy przejazd. Punkty za poślizg obliczane są na podstawie szybkości, długości i kąta wykonanego poślizgu. Można też otrzymać punkty bonusowe – +250 pkt za długi poślizg, +250 pkt za szybkość i +100 za drift z użyciem nitro. Skasowanie wozu powoduje utratę wyników aktualnego wyścigu. UWAGA! W wyścigu drift mogą brać udział tylko samochody z napędem na tylną oś.
- Drag
  - Drag na 1/2 mili – wyścig odbywa się na prostej trasie. Należy odpowiednio rozgrzać przed startem opony, następnie idealnie wrzucić pierwszy bieg i starać się o kolejne perfekcyjne zmiany biegów. Każdy zawodnik (i gracz) ma do dyspozycji trzy przejazdy, w których stara się osiągnąć najlepszy czas. Zawodnik, który ma po 3 próbach najlepszy czas – wygrywa. Skasowanie wozu powoduje utratę wszelkich wyników w konkurencji.
  - Drag na 1/4 mili – te same zasady co wyżej. Jedyną różnicą jest dystans do pokonania.
  - Jazda na dwóch kołach – Należy na odcinku ¼ mili przejechać jak najdłuższy dystans na dwóch kołach. Każdy ma 3 próby przejazdu. Kto po 3 rundach ma największą odległość – wygrywa.
- Szybkość
  - Próba prędkości – Jest to wyścig długodystansowy (10-30 km) na w miarę prostej trasie z lekkimi zakrętami. Trudność polega na tym, że należy praktycznie cały czas pędzić ponad 300 km/h, jednocześnie nie wypadając z trasy (najlepiej nawet nie dotykając pobocza), bo przy tej szybkości każda stłuczka grozi kasacją auta. Kto dojedzie pierwszy na metę – wygrywa. Rywalizuje do 8 zawodników.
  - Próba prędkości maksymalnych – zasady podobne do tych wyżej – z tą różnicą, że liczą się zsumowane wskazania mierników prędkości. Na trasie takich punktów pomiarowych jest od 3 do nawet 9-10. Kto ma największą sumę na mecie – wygrywa.

## Ścieżka dźwiękowa
- Peaches – Boys Wanna Be Her (Tommie Sunshine's Brooklyn Fire Retouch)
- Chromeo – Fancy Footwork (Gun's 'N Bombs Remix)
- Yelle – A Cause Des Garcons (Riot In Belgium Remix)
- Junkie XL – Bezel
- Junkie XL Feat Lauren Rocket – More (Junk O Flamenco Remix)
- CSS – Odio Odio Odio Sorry C
- We Are Wolves – Fight And Kiss
- Foreign Islands – We Know You Know It
- Neon Plastix – On Fire
- Junkie XL Feat Lauren Rocket – More (Junk O Punk Remix)
- Junkie XL – Decalomainia
- The Toxic Avenger – Escape (The Bloody Beetroot Remix)
- Unkle Feat Josh Homme – Restless
- MSTRKRFT – Neon Knights
- Datarock – I Used To Dance With My Daddy (Karma Harvest Remix)
- Plan B – No Good (Chase & Status & Benni G Remix)
- Wiley – Bow E3
- Junkie XL – Castellated Nut
- Dude 'N Nem – Watch My Feet
- Plan B Feat Epic Mac – More Is Enough
- Airbourne – Blackjack
- Avenged Sevenfold – Almost Easy
- Clutch – Power Player
- Year Long Disaster – Leda Atomica
- Junkie XL Feat Lauren Rocket – More (Junk O Rock Remix)
- Bloc Party – The Prayer (Does It Offend You, Yeah? Remix)
- Digitalism – Pogo
- The Rapture – The Sound
- Klaxons – Atlantis To Interzone
- DÚNÉ – A Blast Beat
- The Horrors – Draw Japan
- Yeah Yeah Yeahs – Kiss Kiss
- The Faint – Dropkick The Punks
- TV On The Radio – Wolf Like Me
- Smallwhitelight – Spite
- Junkie XL – Brake Pipe And Hose
- Junkie XL – More